# Piaya cayana
Il cuculo scoiattolo (Piaya cayana Linnaeus, 1766) è un uccello della famiglia Cuculidae.

## Sistematica
Piaya cayana ha 14 sottospecie:
- Piaya cayana mexicana
- Piaya cayana thermophila
- Piaya cayana nigricrissa
- Piaya cayana mehleri
- Piaya cayana mesura
- Piaya cayana circe
- Piaya cayana cayana
- Piaya cayana insulana
- Piaya cayana obscura
- Piaya cayana hellmayri
- Piaya cayana pallescens
- Piaya cayana cabanisi
- Piaya cayana macroura
- Piaya cayana mogenseni

## Distribuzione e habitat
Questo uccello vive in tutto il Centro America e il Sud America (Cile escluso), e su Trinidad e Tobago.